# Gregory Hjorth
Gregory (Greg) Hjorth (14 juin 1963 - 13 janvier 2011) est un professeur australien de mathématiques, maître international d'Échecs (1984) et co-champion du Commonwealth (avec Ian Rogers) en 1983. Il a travaillé dans le domaine de la logique mathématique,.

## Carrière d'échecs
Hjorth arrive deuxième du Championnat d'échecs australien de 1980, à l'âge de 16 ans. Il remporte la Doeberl Cup à Canberra en 1982, 1985 et 1987, et joue pour l'Australie aux Olympiades d'échecs de 1982, 1984 et 1986.
Selon Chessmetrics, sa meilleure performance individuelle est au championnat britannique d'échecs de 1984, où il marque 4/7 contre des adversaires classés 2 551, pour une performance de 2 570 points suivant chessmetrics.
Hjorth prend sa retraite de la plupart des compétitions d'échecs dans les années 1980.

## Carrière mathématique
Hjorth obtient son doctorat en 1993, sous la direction de W. Hugh Woodin, avec une thèse intitulée On the influence of second uniform indiscernible. Il occupe des postes de professeur à l'Université de Californie à Los Angeles et à l'Université de Melbourne. Parmi ses contributions les plus importantes à la théorie des ensembles figure la théorie dite de la turbulence, utilisée dans la théorie des relations d'équivalence de Borel,. En 1998, il est conférencier invité du Congrès international des mathématiciens à Berlin.
Hjorth est décédé d'une crise cardiaque à Melbourne, le 13 janvier 2011.